# Nélida Piñon

Nélida Piñon (1971)

Nélida Piñon (* 3. Mai 1937 in Rio de Janeiro; † 17. Dezember 2022 in Lissabon) war eine brasilianische Schriftstellerin.

## Leben
Nélida Piñon war die Tochter spanischer Einwanderer aus Galicien. Am 27. Juli 1989 wurde sie zum Mitglied der Academia Brasileira de Letras (Sitz 30) gewählt, und von 1996 bis 1997 war sie die erste weibliche Präsidentin der Akademie. 1995 erhielt sie den hoch dotierten mexikanischen Juan-Rulfo-Preis, 2005 den Prinz-von-Asturien-Preis.

## Bibliographie

### Romane
- Guia-mapa de Gabriel Arcanjo (1961)
- Madeira feita de cruz (1963)
- Fundador (1969)
- A casa da paixão (1977)
- Tebas do meu coração (1974)
- A força do destino (Die Macht des Schicksals) (1977)
- A república dos sonhos (Republik der Träume) (1984)
- A doce canção de Caetana (1987)
- Cortejo do Divino e outros contos escolhidos (2001)
- Vozes do deserto (2004)

### Erzählungen
- Tempo das frutas (1966)
  - Einzelerz.: Schöne Zeit. Übers. José Antonio Friedl Zapata. In: Ein neuer Name, ein fremdes Gesicht. 26 Erzählungen aus Lateinamerika. Hg. wie Übers. Sammlung Luchterhand, 834. Neuwied, 1987 u.ö., S. 247–252
- Sala de armas (Waffensaal) (1973)
- O calor das coisas (1980)
- O pão de cada dia: fragmentos (1994)

### Chroniken
- Até amanhã, outra vez (1999)

### Kinderbücher
- A roda do vento (1996)

Auf Deutsch sind bisher nur einige kleine Beiträge in Anthologien erschienen.